# Ponape (språk)
Ponape (eget namn: Pohnpei) är ett mikronesiskt språk som talas i Pohnpei, Mikronesiska federationen. År 2001 uppskattades språket att ha 29 000 talare. Största delen bor i delstaten Pohnpei men det finns mindre grupper av talare också i andra delar av Mikronesiska federationen och även i USA. Språket anses vara stabilt och dess närmaste släktspråk inkluderar bl.a. pingelap. Ponape delas i tre huvuddialekter.
Språket skrivs med latinska alfabetet. Bibeln översattes till ponape år 1994.

## Fonologi

### Konsonanter
|             |             | Bilabial | Alveolar | Palatal | Velar |
| ----------- | ----------- | -------- | -------- | ------- | ----- |
| Nasal       | Norm.       | m        | n        |         | ŋ     |
| Nasal       | Vel.        | mʷ       |          |         |       |
| Klusil      | Norm.       | p        | t        | c       | k     |
| Klusil      | Vel.        | pʷ       |          |         |       |
| Frikativ    | Frikativ    |          | sʲ       |         |       |
| Lateral     | Lateral     |          | l        |         |       |
| Tremulant   | Tremulant   |          | r        |         |       |
| Approximant | Approximant | w        |          | j       |       |

Källa:

### Vokaler
|            | Främre | Central | Bakre |
| ---------- | ------ | ------- | ----- |
| Sluten     | i      |         | u     |
| Halvsluten | e      |         | o     |
| Halvöppen  | ɛ      |         | ɔ     |
| Öppen      |        | a       |       |

Källa:

## Lexikon och grammatik
Räkneord 1-10 på ponape:
| 1   | 2    | 3     | 4      | 5      | 6      | 7    | 8    | 9      | 10    |
| --- | ---- | ----- | ------ | ------ | ------ | ---- | ---- | ------ | ----- |
| ehu | riau | siluh | pahiou | limahu | wenehu | ihsu | walu | diwahu | eisek |

Ponapes normala ordföljd är SVO.